# Bornaer SV
Der Bornaer SV ist ein Fußballverein aus Borna im Landkreis Leipzig. Heimstätte des 370 Mitglieder starken Vereins ist das Rudolf-Harbig-Stadion im Bornaer Norden.

## Geschichte

### 1948 – 1990: BSG Aktivist Borna

Historisches Logo der BSG Aktivist Borna

Die Vorgänger des Bornaer SV 91 waren die 1946 gegründete SG Borna und die aus dieser 1948 hervorgegangene Betriebssportgemeinschaft BSG Aktivist Borna aus der Kreisstadt südlich von Leipzig. Trägerbetrieb war das Braunkohlekraftwerk Borna. Sportlich spielte die 1. Fußballmannschaft von Aktivist Borna über viele Jahre auf regionaler Ebene des DDR-Bezirks Leipzig.
In der Spielzeit 1986/87 gewann die BSG den Meistertitel in der Bezirksliga Leipzig. In der Aufstiegsrunde zur DDR-Liga scheiterte die BSG Aktivist Borna knapp und erreichte nur den dritten Platz hinter der BSG Lokomotive Stendal und der BSG Robotron Sömmerda.
Auch in der darauffolgenden Saison 1987/88 setzte sich die Aktivist-Elf in der Bezirksliga Leipzig durch und konnte ihre Meisterschaft verteidigen. Nachdem die Sachsen in der Aufstiegsrunde zur DDR-Liga vor Chemie PCK Schwedt den zweiten Platz erreicht hatten, folgte der Aufstieg in die Zweitklassigkeit. Bereits nach einer Saison mussten die Bornaer gemeinsam mit Motor Grimma die DDR-Liga wieder verlassen. 1990 kehrten die Bornaer zusammen mit dem FSV Kali Werra Tiefenort noch einmal in die DDR-Liga zurück.

### 1990 – 1991: BSV Borna
Im Jahr 1990 erfolgte die Umwandlung der Betriebssportgemeinschaft in den Bergbau-Sportverein Borna. Nachdem in der letzten DDR-Liga-Saison 1990/91 der achte Platz erreicht werden konnte, wurden die Schwarz-Gelben für die kommende Spielzeit in die NOFV-Oberliga eingestuft.

### Seit 1991: Bornaer SV 91
Am 1. September 1991 wurde erneut eine Namensänderung in Bornaer Sportverein 91 vorgenommen. Nach zehn Spielzeiten in der Oberliga kam es im Jahr 2000 zum Abstieg in die Sachsenliga. Ein Jahr später stieg der BSV in die Bezirksliga Leipzig ab, in der er am Saisonende nur knapp den direkten Absturz bis in die Bezirksklasse vermeiden konnte. Nach dem Gewinn der Bezirksmeisterschaft und dem damit verbundenen Aufstieg im Jahr 2006 spielte der Bornaer SV 91 bis zu seinem freiwilligen Rückzug im Jahre 2010 in der Sachsenliga.
Aufgrund des in der Spielzeit 2011/12 eröffneten Insolvenzverfahrens musste der Verein aus der Bezirksliga Nord absteigen. Zum 1. Januar 2012 erfolgte eine Ausgliederung der anderen Sektionen aus dem Bornaer SV 91, sodass der Verein seitdem ein reiner Fußballverein ist. In der Kreisoberliga Muldental/Leipziger Land gelang den Schwarz-Gelben der Titelgewinn und die sofortige Rückkehr in die Bezirksliga Nord. Aus der inzwischen in Landesklasse Nord umbenannten Spielklasse musste der Bornaer SV am Ende der Spielzeit 2017/18 abermals absteigen und trat seitdem erneut in der Kreisoberliga an. In der Saison 2019/20 standen die Schwarz-Gelben dort zum Zeitpunkt des coronabedingten Abbruchs auf dem ersten Tabellenplatz, sodass der Wiederaufstieg in die Landesklasse Nord gelang.

## Stadion

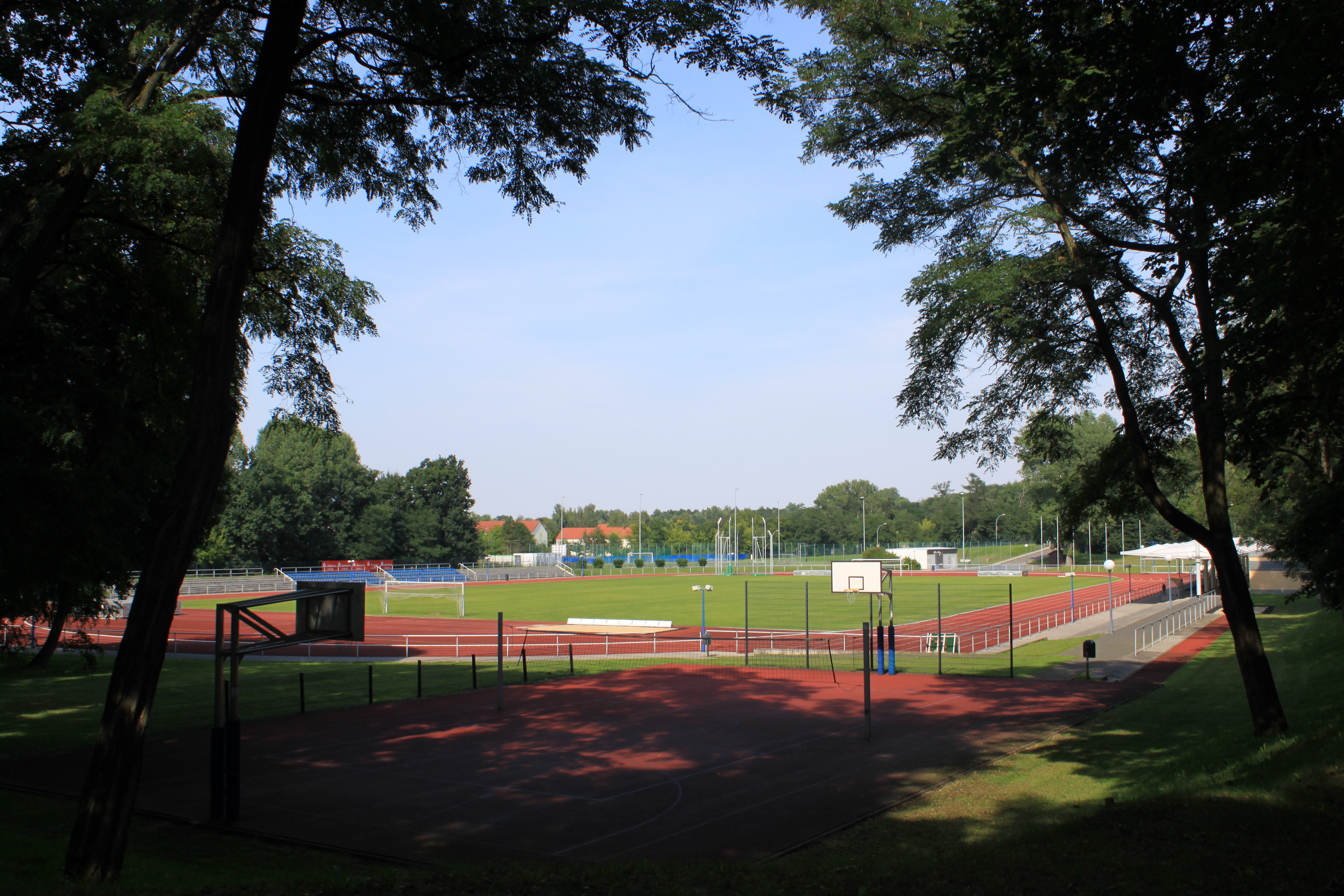
Der Hauptplatz im Rudolf-Harbig-Stadion

Der Bornaer SV 91 trägt seine Heimspiele im städtischen Rudolf-Harbig-Stadion aus. Die Eröffnung des Rudolf-Harbig-Stadions erfolgte am 31. August 1952. Den Höhepunkt der Feierlichkeiten bildete dabei ein Freundschaftsspiel zwischen den DDR-Oberligisten BSG Motor Oberschöneweide und BSG Wismut Aue, welches vor 4.000 Zuschauern stattfand. Im Zeitraum von September 2000 bis Juli 2001 wurde das Stadion umfassend modernisiert und bietet seitdem 4.000 Zuschauern Platz. Neben dem Hauptplatz mit Naturrasen wurde im Januar 2008 ein Kunstrasenplatz mit Flutlichtanlage eingeweiht. Darüber hinaus erhielt die Haupttribüne im Jahr 2010 eine Überdachung, um auch zukünftig größere Sportwettkämpfe durchführen zu können.
Der Zuschauerrekord im Bornaer Rudolf-Harbig-Stadion liegt bei 4.600 Zuschauern, die am 14. August 1988 dem 1. Spieltag der DDR-Liga Staffel B zwischen der BSG Aktivist Borna und der BSG Chemie Leipzig beiwohnten.

## Statistik
- Teilnahme DDR-Liga: 1988/89, 1990/91
- Teilnahme Oberliga Nordost: 1991/92–1999/00
- Ewige Tabelle DDR-Liga: Rang 120

## Personen
- Torsten Jülich, Nachwuchsspieler in Borna, später in der 2. Bundesliga für den VfB Leipzig und Eintracht Braunschweig
- Jochen Kunath, 44-facher DDR-Oberligaspieler, Trainer bei Aktivist Borna und später beim Bornaer SV 91
- Erik Majetschak, Nachwuchsspieler in Borna, Jugend-Nationalspieler des DFB, in der 2. Bundesliga für den FC Erzgebirge Aue aktiv
- Harro Miller, 62-facher DDR-Oberligaspieler, war in den 1990er Jahren zweimal Trainer in Borna
- Hans-Jürgen Naumann, DDR-Nationalspieler und 165-facher DDR-Oberligaspieler, spielte 1975/76 bei Aktivist Borna
- Konrad Schaller, Nachwuchsspieler in Borna, später 313 Oberligaspiele für den SC Leipzig und Wismut Aue, Trainer in Borna von 1991 bis 1993